# Szagos csigagomba
A szagos csigagomba (Hygrophorus agathosmus) a csigagombafélék családjába tartozó, Eurázsiában és Észak-Amerikában honos, tűlevelű és vegyes erdőkben élő, ehető gombafaj. 

## Megjelenése
A szagos csigagomba kalapja 2-5 (6) cm széles, fiatalon félgömb alakú, majd domborúan, idős korában majdnem laposan kiterül. Széle aláhajló. Felszíne nedves időben síkos, sima vagy alig láthatóan benőtten szálas. Színe szürke, sápadtszürke vagy barnásszürke, a benőtt szálak lehetnek feketések.
Húsa fehér, esetleg halványszürkés árnyalattal; sérülésre nem változik. Szaga erős, a keserűmandulára emlékeztet, íze nem jellegzetes. 
Viszonylag ritkás lemezei szélesen a tönkhöz nőttek vagy kissé lefutók; a féllemezek gyakoriak. Színük fehér, néha sárgás árnyalattal.
Tönk: 4-8 magas és 0,5-1,5 cm vastag. Alakja nagyjából egyenletesen hengeres, a tövénél görbülhet. Színe fehér, felszíne sima vagy finoman selymes. 
Spórapora fehér. Spórája elliptikus, sima, inamiloid, mérete 7-10 x 4-5 µm. 

### Hasonló fajok
A szálas-pikkelyes tönkű szürke csigagomba hasonlíthat hozzá.  

## Elterjedése és termőhelye
Eurázsiában és Észak-Amerikában honos. 
Tűlevelű és vegyes erdőkben él, különböző fenyőkkel alkot gyökérkapcsoltságot. Szeptembertől októberig terem. 

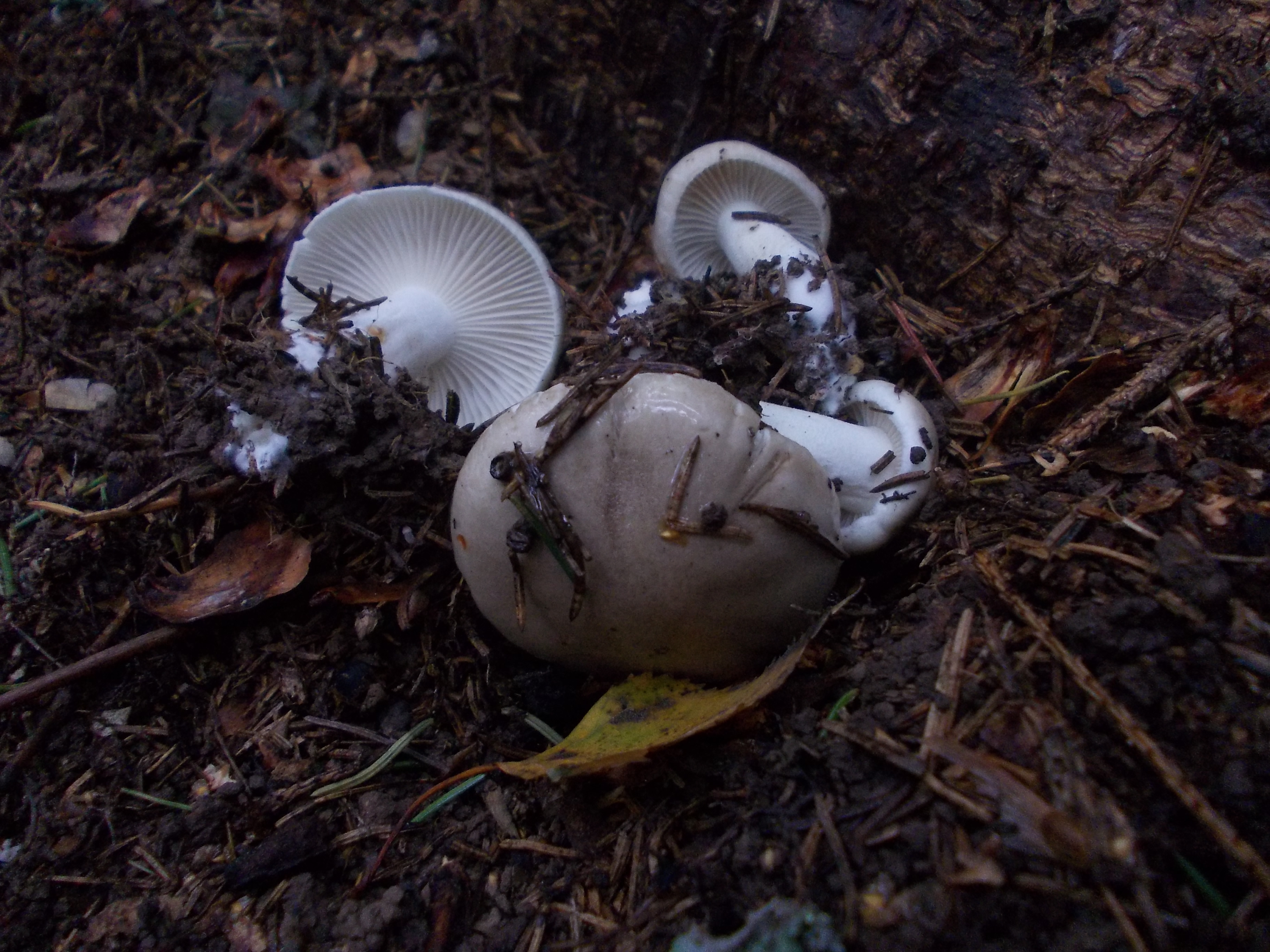
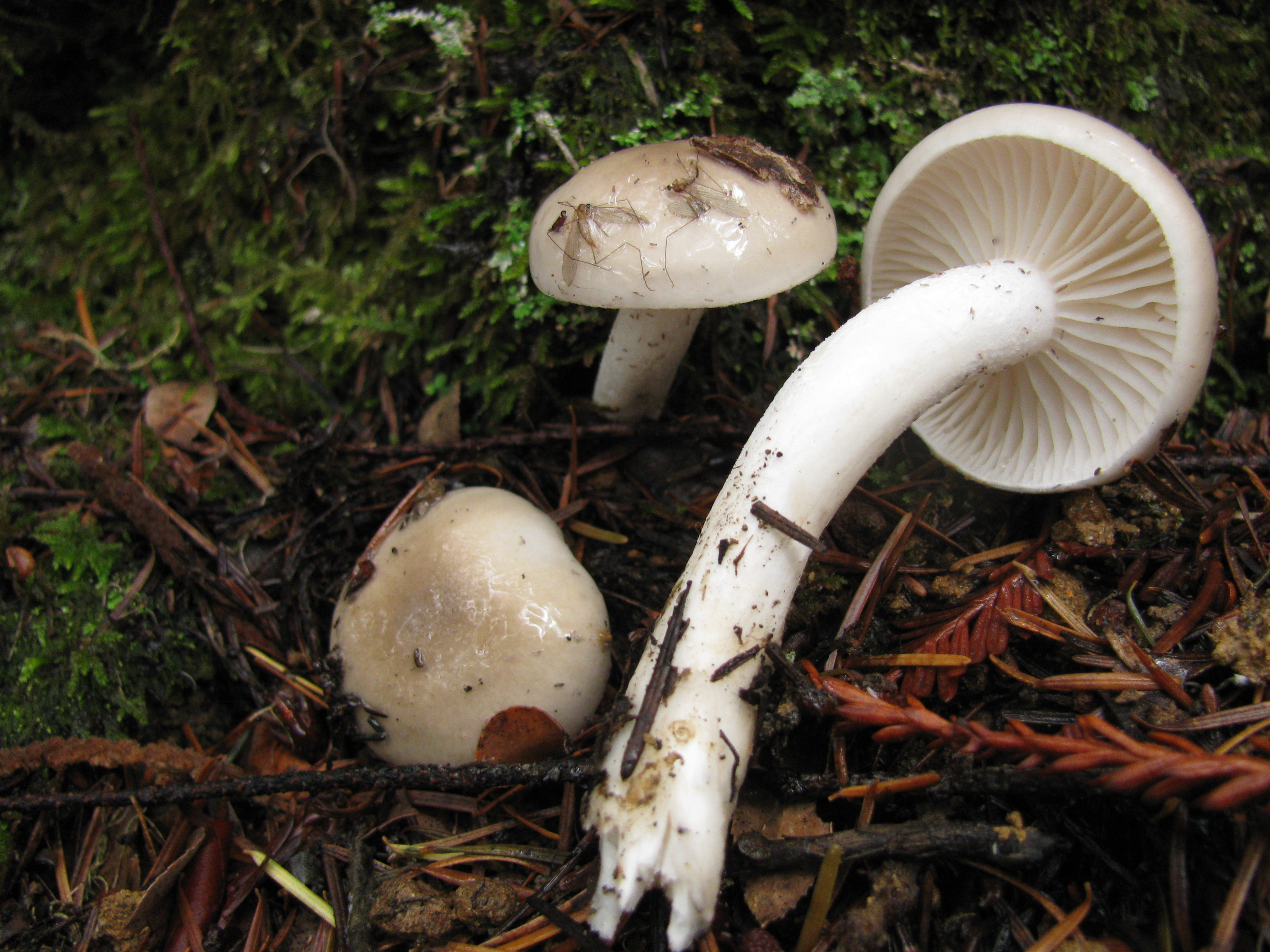
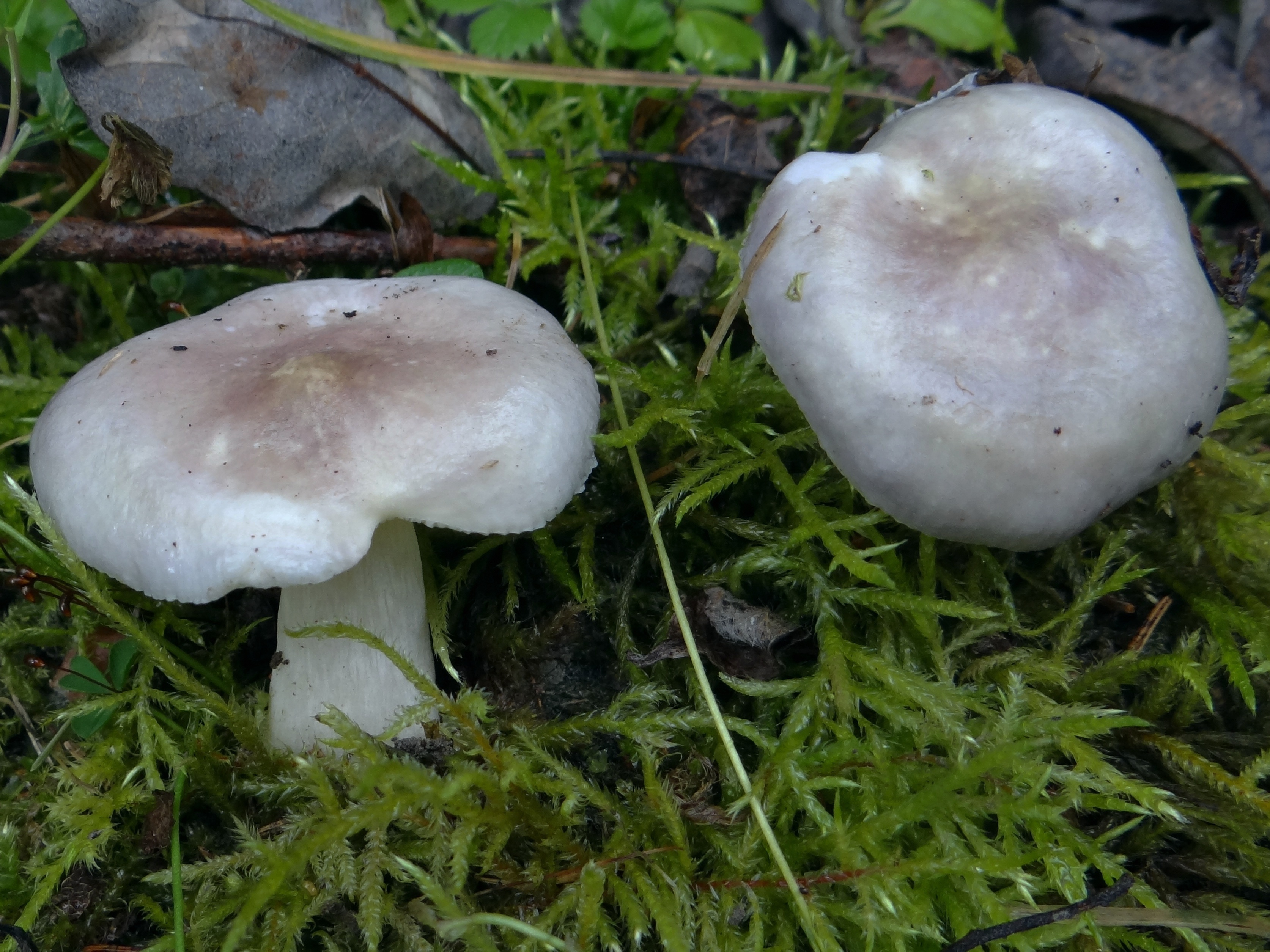
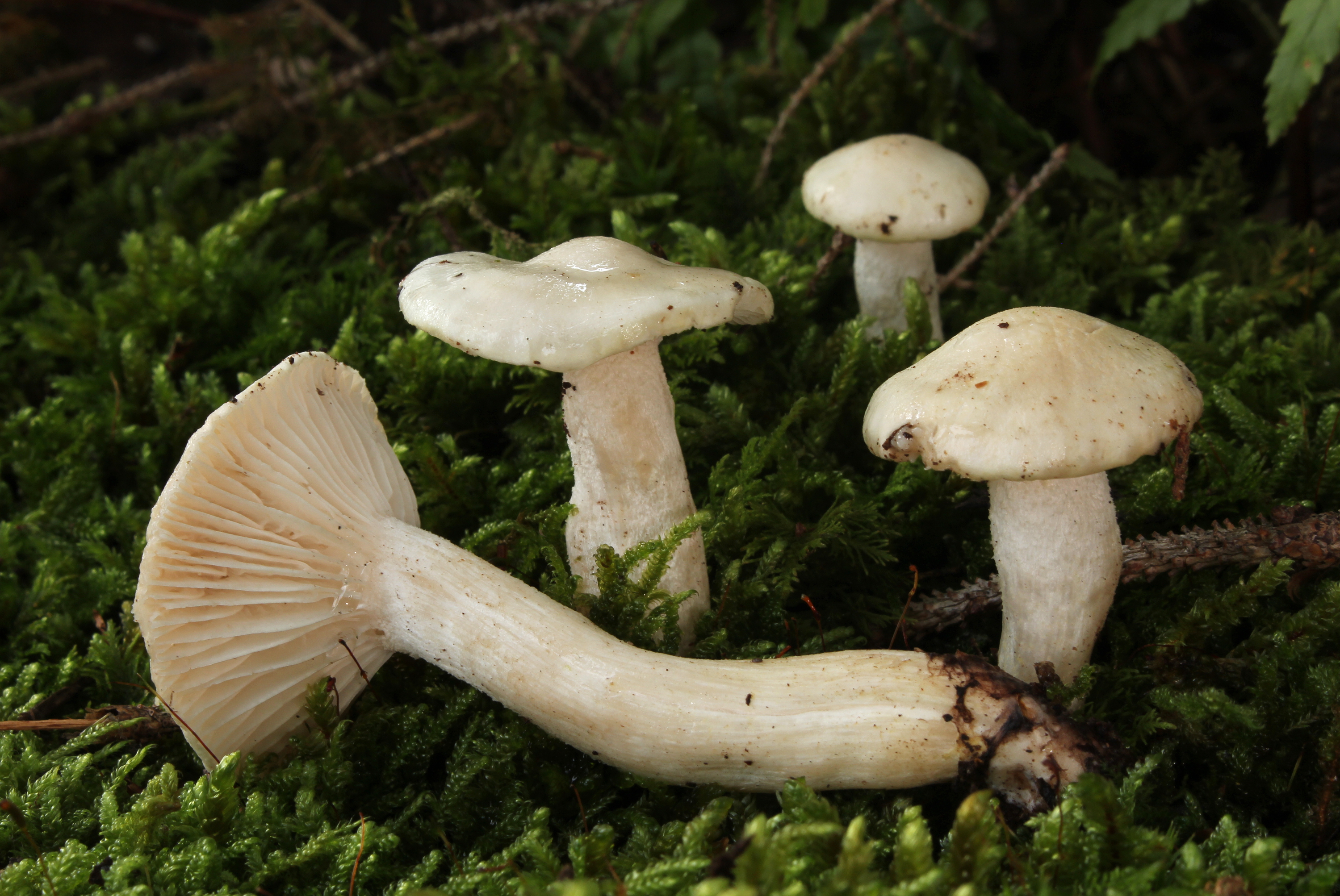
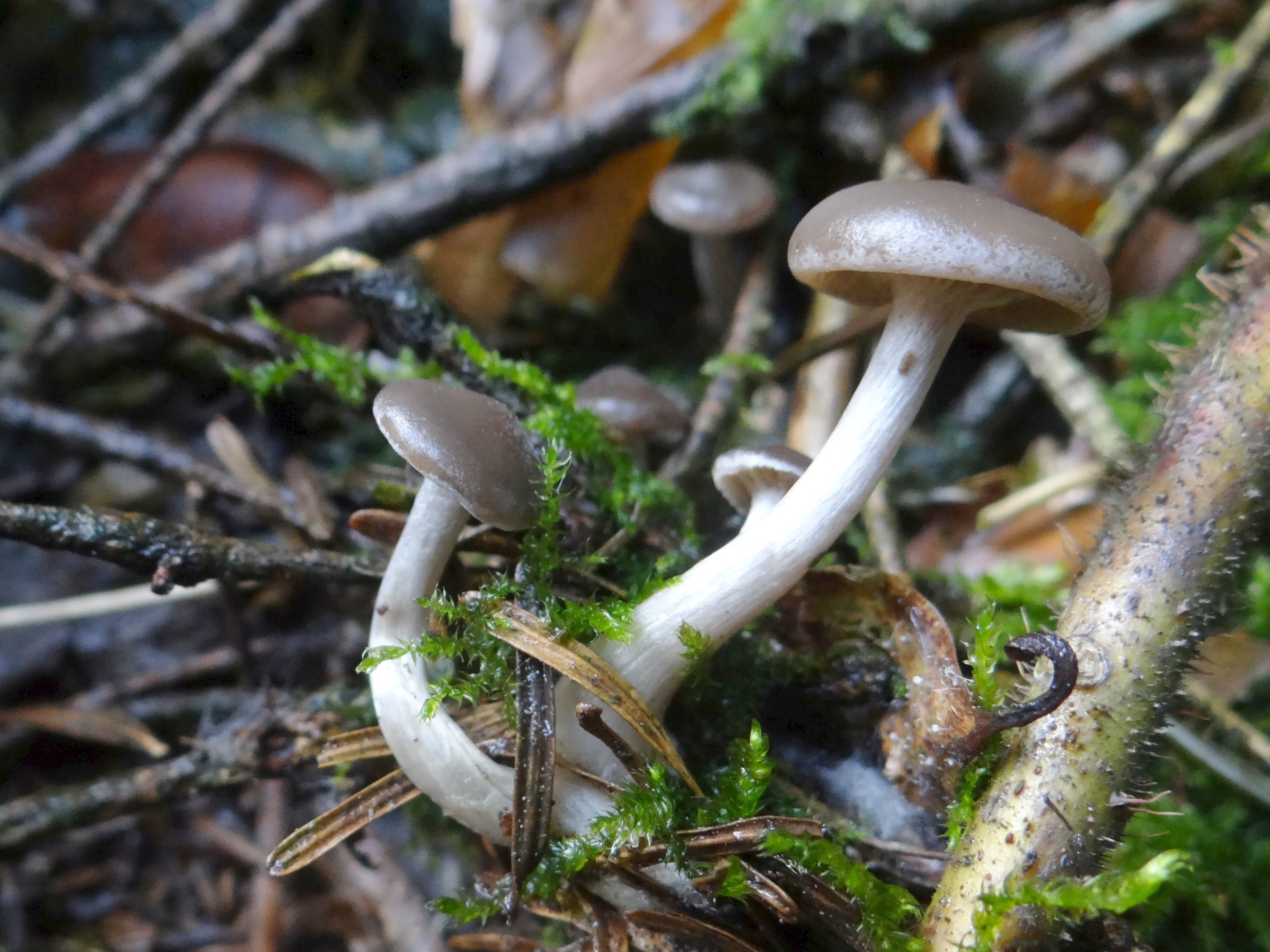

Ehető. 